# قيادة الشرق الأوسط
كانت قيادة الشرق الأوسط، التي أصبحت فيما بعد القوات البرية للشرق الأوسط، قيادة للجيش البريطاني تأسست قبل الحرب العالمية الثانية في مصر. كان دورها الأساسي هو قيادة القوات البرية البريطانية والتنسيق مع الأوامر البحرية والجوية ذات الصلة للدفاع عن المصالح البريطانية في منطقة الشرق الأوسط وشرق البحر الأبيض المتوسط.
خلال الحرب العالمية الثانية، أشرفت قيادة الشرق الأوسط على العمليات العسكرية داخل وحول حوض البحر الأبيض المتوسط والشرق الأوسط. بعد هزيمة قوات المحور في الصحراء الغربية في معركة العلمين وهبوط القوات الأنجلو-أمريكية الإضافية أثناء عملية الشعلة، نقلت السيطرة على القوات البرية إلى مقر قوات الحلفاء الذي تم إنشاؤه حديثًا.

## دور قيادة الشرق الأوسط
تأسست قيادة الشرق الأوسط في القاهرة،  خلال يونيو 1939، بسبب التوترات المتزايدة في أوروبا. كان الغرض منها هو توفير هيكل قيادة مركزي في أوقات الحرب لأوامر الجيش المنفصلة الثلاث الموجودة داخل مناطق البحر الأبيض المتوسط والشرق الأوسط: مصر والسودان وفلسطين/شرق الأردن . خلال فترات السلام، مارست القيادة سلطتها على القوات البرية المتمركزة داخل مصر والسودان وفلسطين وشرق الأردن وقبرص. ومع ذلك، إذا اندلعت الحرب، فسيتم توسيع منطقة مسؤولية القيادة لتشمل أرض الصومال البريطانية، عدن، العراق وشواطئ الخليج الفارسي. مع تقدم الحرب، تم تمديد سلطة قيادة الشرق الأوسط لتشمل مناطق أخرى بما في ذلك إثيوبيا وإريتريا وليبيا واليونان. تم اختيار الفريق السير أرشيبالد ويفل، قائد القيادة الجنوبية في المملكة المتحدة، كأول قائد عام للقيادة، وهو المنصب الذي تولاه في يوليو 1939،  وتم منحه رتبة جنرال بالإنابة.
اتخذت لجنة الدفاع الإمبراطوري، عند إنشاء منصب القائد العام لقيادة الشرق الأوسط، قرارًا مفاده أن جميع الخدمات الثلاث يجب أن تكون مسؤولة عن الدفاع عن شرق البحر الأبيض المتوسط والشرق الأوسط. بما أن قيادة الشرق الأوسط لم تكن تتمتع بالسلطة إلا على القوات البرية،  تم إنشاء حكم ثلاثي لتشكيل القيادة العليا. كان العضوان الآخران في هذا الترتيب هما القائد العام للبحر المتوسط الأدميرال السير أندرو كانينجهام وقائد سلاح الجو في الشرق الأوسط المارشال الجوي آرثر لونغمور. سيشغل القائد العام للبحرية، محطة جزر الهند الشرقية في منصب القائد العام للبحرية، البحر الأبيض المتوسط، في غياب الأخير.
اقترح ويفل أنه بسبب الوضع المعقد وغير المؤكد في منطقة الشرق الأوسط، بعد انهيار فرنسا، ينبغي إنشاء لجنة تحت إشراف وزير في منطقة الشرق الأوسط لأداء المهام التي فوضتها إليها وزارة الداخلية، وبالتالي تخفيف الحاجة إلى الرجوع باستمرار إلى مجلس الحرب للحصول على التعليمات. ومع ذلك، تم قبول اقتراح بديل: سيتم إنشاء لجنة وزارية في لندن مهمتها إبقاء شؤون منطقة الشرق الأوسط قيد المراجعة باستمرار. في 28 يونيو 941 ، تم إنشاء منصب -مشابه للطلب الأصلي الذي تقدم به ويفل- عندما تم تعيين أوليفر ليتيلتون في منصب وزير الدولة في الشرق الأوسط وأرسل إلى الشرق الأوسط. كان دوره هو توفير التوجيه السياسي للقادة الثلاثة الذين يحتاجون إليه، وتقديم المشورة بشأن الدعاية، والحرب التخريبية، والتمويل والحرب الاقتصادية.
كان على قيادة الشرق الأوسط، عند إنشائها، أن تنسق مع الجيش الفرنسي في الشرق الأوسط وأفريقيا. كما أُذن للقيادة بالتواصل مع هيئة الأركان العامة التركية، وربما في وقت لاحق، هيئة الأركان العامة اليونانية.

## الحرب العالمية الثانية
في 30 أغسطس 1939، تلقت قيادة الشرق الأوسط تعليمات تفيد بأنه إذا تلقوا برقية رسمية تخبرهم بوجود حالة حرب بين المملكة المتحدة وإيطاليا، فإن جميع الإجراءات الدفاعية المتخذة ضد الإيطاليين يجب أن تكون غير استفزازية قدر الإمكان. بعد بداية الحرب العالمية الثانية في سبتمبر والهزيمة السريعة لبولندا في سبتمبر 1939، أصبح خطر هجوم المحور من البلقان على المواقع البريطانية في الشرق الأوسط وشرق البحر المتوسط احتمالًا خطيرًا. في 19 أكتوبر 1939، تم التوقيع على معاهدة المساعدة المتبادلة بين المملكة المتحدة وفرنسا وتركيا؛  الفريق ارشيبالد ويفل نيابة عن المملكة المتحدة. بعد توقيع هذه المعاهدة، أُذن لقيادة الشرق الأوسط، بالإضافة إلى ممثلي البحرية الملكية والقوات الجوية الملكية، ببدء مناقشات مع هيئة الأركان العامة التركية، وعُقد مؤتمر آخر خلال مارس 1940.
في نفس الوقت أمر ويفل قادته المرؤوسين ببدء عمليات التخطيط على افتراض أن المملكة المتحدة ستكون في حالة حرب مع إيطاليا قريبًا. كان على الفريق هنري ميتلاند ويلسون، قائد القوات البريطانية في مصر،  التخطيط لاحتلال الباردية والجغبوب (ليبيا) ودراسة إمكانية استخدام القوات الخاصة. وكان على ويلسون أيضا تجهيز الاستعدادات داخل مصر لاستقبال ست كتائب إضافية. أمر الفريق باركر بتقدير الحد الأدنى من المتطلبات للأمن الداخلي للانتداب البريطاني لفلسطين، وعدم اعتبار الهجوم على فلسطين من الشمال تهديدًا خطيرًا، والاستعداد لتعزيز الجيش العراقي. تم تكليف ضباط القادة في كينيا والسودان بمراجعة العمليات بغرض تدمير القوات الإيطالية وتفريقها ودعم عمليات الانتفاضات المحلية كلها لدعم هجوم الحلفاء الرئيسي، الذي كان من المقرر إطلاقه من أرض الصومال الفرنسية. كما طُلب من الجنرال ويليام بلات، قائد القوات البريطانية في السودان، التفكير في شن عملية ضد الكفرة (جنوب ليبيا). بعد أكتوبر 1939، حيث لم يقم الإيطاليون بأي تحركات عدوانية، تم سحب الفرقة المدرعة السابعة والوحدات الأخرى من منطقة الجبهة، بينما تم إجراء التدريبات والتمارين في الصحراء.

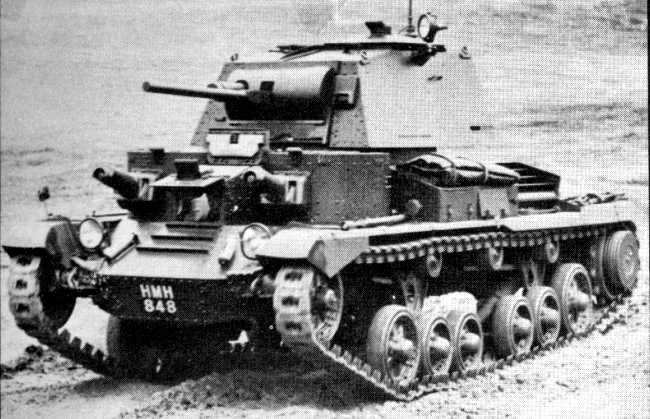
دبابة كروزر تستخدمها الفرقة المدرعة البريطانية السابعة

في 15 فبراير 1940، أعيدت تسمية منصب القائد العام للقيادة في الشرق الأوسط إلى القائد العام للشرق الأوسط. تلقى المنصب الجديد بعض الانتقادات على أساس أن القيادة في الشرق الأوسط كانت مشروعًا مشتركًا بين جميع الخدمات الثلاث. وبما أن رئيس قيادة الشرق الأوسط لا يسيطر على القوات البرية إلا أنه تم التعبير عن الانتقاد بأن الاسم كان يجب أن يكون الجيش أو القائد العام للقوات البرية.
كان الشرق الأوسط طيلة الأشهر التسعة الأولى من الحرب العالمية الثانية هادئاً. كان ذلك حتى إعلان إيطاليا للحرب في 10 يونيو 1940 وبدء حملة شرق إفريقيا. ومع ذلك، على الرغم من قلة أعداد القوات، لم يتمكن ويفل من الدفاع ضد الهجمات الإيطالية فحسب، بل بحلول مايو 1941، كان قادرًا على هزيمة الإيطاليين واحتلال مستعمراتهم في شرق إفريقيا إريتريا وإثيوبيا وأرض الصومال الإيطالية.
عندما ازدادت التوترات في العراق، اقترح ويفيل -بالاتفاق مع القائد العام للهند- في 9 مارس 1941 لرؤساء الأركان أنه إذا كان القتال سيحدث في البلاد، فيجب أن يتم «في البداية تحت سيطرة الهند».
في غضون ذلك، أرسل ويفل قوة إلى العراق لقمع انقلاب من قبل عناصر متعاطفة مع ألمانيا النازية. في يونيو 1941، أمر بغزو واحتلال سوريا ولبنان لمنع المزيد من الدعم المحتمل للعراق من قبل الألمان من خلال هذه المناطق التي تسيطر عليها فيشي الفرنسية. في يوليو أمر قوة العراق بغزو إيران بالتعاون مع القوات السوفيتية من الشمال لحماية حقول النفط. تم نقل إيران والعراق خارج قيادة الشرق الأوسط إلى قيادة بلاد فارس والعراق في أغسطس 1942.
في الصحراء الغربية، بحلول فبراير 1941، بدا البريطانيون على وشك التغلب على آخر القوات الإيطالية في ليبيا. كان هذا من شأنه إنهاء سيطرة المحور في إفريقيا. ثم انقلب تيار الحرب ضد البريطانيين، حيث هاجم الألمان عبر البلقان واستمروا في احتلال جزيرة كريت. عزز الألمان الإيطاليين في ليبيا مع الفيلق الأفريقي، تحت قيادة إرفين رومل، وعانى البريطانيون من نكسات أخرى. تبادلت ويفل و أوكنلك المناصب، وأصبح كلود أوكنلك قائد قوات الشرق الأوسط وويفل أصبح قائد القوات في الهند .
عندما كان أوكنلك في القيادة، واجه الجيش الثامن البريطاني قوات الفيلق الأفريقي الألمانية والجيش الإيطالي على التوالي من قبل الجنرال السير آلان كننغهام والملازم نيل ريتشي. تم طرد ريتشي بعد الهزائم على يد روميل. تولى أوكنلك القيادة الميدانية بنفسه وتم إيقاف التقدم الإيطالي الألماني في معركة العلمين الأولى.
تعرض خصم رومل، أوكنلك (وسلفه ويفل)، لتدخل سياسي مستمر. تلقى سلسلة من البرقيات والتعليمات من رئيس الوزراء ونستون تشرشل طوال أواخر عام 1941 وأوائل عام 1942. سعى تشرشل باستمرار إلى هجوم من أوكنلك. بخيبة أمل من الانتكاسات العسكرية في مصر وبرقة، كان يائسًا لنوع ما من النصر البريطاني قبل الإنزال الأنجلو-أمريكي المخطط له في شمال إفريقيا (عملية الشعلة) المقرر في نوفمبر 1942. في أغسطس 1942، مباشرة بعد أن استنفذ الجيش الثامن نفسه تقريبًا بعد العلمين الأولى، طار تشرشل إلى القاهرة، بزعم أنه كان يجري مشاورات مع أوكنلك، لكنه في الواقع قد اتخد قراره قبل مغادرته بريطانيا. تم طرد أوكنلك من قبل تشرشل، من شبه المؤكد لأنه رفض الأوامر من قبل تشرشل في الأمر بهجوم كبير قبل أن يتم إعداد قواته بشكل مناسب. تم استبداله كقائد لقوات الشرق الأوسط من قبل الجنرال السير هارولد ألكسندر، وكقائد عام للجيش الثامن من قبل الفريق ويليام جوت، الذي قتل في مصر قبل توليه القيادة. عند وفاة جوت، تم تعيين الفريق برنارد مونتغمري قائداً للجيش الثامن. عُرض على أوكنلك قيادة بلاد فارس والعراق التي تم إنشاؤها حديثًا والتي تم فصلها عن قيادة الشرق الأوسط، لكنه شعر بأنه غير قادر على قبول التعيين، والذي تم بعد ذلك اعطاءه للجنرال السير هنري ميتلاند ويلسون.
ترأس ألسكندر انتصار مونتغمري في معركة العلمين الثانية. بعد أن اجتمعت القوات الأنجلو-أمريكية من عملية الشعلة وقوات الصحراء الغربية في حملة تونس في يناير 1943، أصبح نائبًا للجنرال دوايت أيزنهاور في مقر قوات الحلفاء.
مع تسليم الجيش الثامن إلى قيادة الحلفاء، أصبحت قيادة الشرق الأوسط إلى حد ما راكدة عسكرية. خلف الجنرال ويلسون ألسكندر كقائد عام له، وخلال فترة ولايته قام بعملية واحدة مهمة فقط: حملة دوديكانيسيا غير الناجحة من سبتمبر إلى نوفمبر 1943.
آخر عملية لقيادة الشرق الأوسط كانت خلال الاحتجاجات السورية بين مايو ويونيو 1945 عندما غزت القوات البريطانية والهندية سوريا بنجاح ورافقت القوات الفرنسية إلى ثكناتها.

## القوات البرية في الشرق الأوسط من عام 1945
بعد عام 1945، تم إصلاح قيادة الشرق الأوسط باسم القوات البرية في الشرق الأوسط. وقادت القوات البرية في الشرق الأوسط القوات في ليبيا (اللواء المدرع 25، الذي تم إدراجه لاحقًا في الفرقة المدرعة العاشرة) حتى عام 1957، وفرقة المشاة الأولى، فرقة المشاة الثالثة، فوجان مدرعان وقوات أخرى، في منطقة قناة السويس حتى أوائل الخمسينات.
في عام 1959 تم تقسيم قيادة الشرق الأوسط إلى قيادتين تفصلهما قناة السويس.
الجزءان كانا القوات البريطانية في شبه الجزيرة العربية، التي كان مقرها في عدن، وما تبقى من القيادة السابقة التي كان مقرها في قبرص والتي أعيدت تسميتها في عام 1961 إلى قيادة الشرق الأدنى.
تم حل قيادة الشرق الأوسط في 28 نوفمبر 1967 وتم نقل قيادة القوات البريطانية في الخليج العربي إلى مقر القوات البريطانية الخليجية التي كان مقرها في البحرين .

## القادة
وقد ضم القادة العسكريون:
قيادة الشرق الأوسط
- المشير السير ارشيبالد ويفل 28 يوليو 1939 [7] - 4 يوليو 1941
- المشير السير كلود أوكنلك 5 يوليو 1941 [31] - 14 أغسطس 1942 [32]
- المشير السير هارولد ألكسندر 15 أغسطس 1942 - فبراير 1943
- المشير السير هنري ويلسون فبراير 1943 - يناير 1944
- المشير السير برنارد باجيت يناير 1944 - أكتوبر 1946

قادة القوات البرية للشرق الأوسط
- الجنرال السير مايلز ديمبسي 1946-1947
- الجنرال السير جون كروكر 1947-1950
- الجنرال السير بريان روبرتسون 1950-1953
- الجنرال السير كاميرون نيكولسون 1953
- الجنرال السير تشارلز كيتليي 1953-1957
- الجنرال السير جيفري بورن 1957-1958
- اللفتنانت جنرال السير روجر باور 1958-1960
- الجنرال السير ريتشارد أندرسون 1960-1963

الضابط العام لقوات الشرق الأوسط البرية 
- اللواء فيليب تاور (حتى 30 نوفمبر 1967)